# 카프라니카프레네스티나
카프라니카프레네스티나(이탈리아어: Capranica Prenestina)는 이탈리아 라치오주 로마현에 위치한 코무네다. 로마로부터 동쪽 40km 거리에 있다.